# Campeonato da Europa de Corta-Mato de 2011
O Campeonato da Europa de Corta-Mato de 2011 foi a  18º edição da competição organizada pela Associação Europeia de Atletismo no dia 11 de dezembro de 2011. Teve como sede Velenje na Eslovênia.

## Resultados
Esses foram os resultados do campeonato. 

### Sênior masculino 9870 m
Individual
| Posição           | Atleta               | Nacionalidade | Tempo |
| ----------------- | -------------------- | ------------- | ----- |
| Medalha de ouro   | Atelaw Yeshetela     | Bélgica       | 29:15 |
| Medalha de prata  | Ayad Lamdassem       | Espanha       | 29:20 |
| Medalha de bronze | José Rocha           | Portugal      | 29:21 |
| 4                 | Hassan Chahdi        | França        | 29:22 |
| 5                 | Joseph Sweeney       | Irlanda       | 29:23 |
| 6                 | Javier Guerra        | Espanha       | 29:24 |
| 7                 | Morhad Amdouni       | França        | 29:26 |
| 8                 | Khalid Choukoud      | Países Baixos | 29:27 |
| 9                 | Andy Vernon          | Grã-Bretanha  | 29:39 |
| 10                | Morten Toft Munkholm | Dinamarca     | 29:42 |
| 11                | Mohktar Benhari      | França        | 29:43 |
| 12                | Benjamin Malaty      | França        | 29:44 |

Equipe
| Posição           | Equipe                                                           | Pontos |
| ----------------- | ---------------------------------------------------------------- | ------ |
| Medalha de ouro   | França · Chahdi · Amdouni · Mokhtari · Malaty                    | 34     |
| Medalha de prata  | Grã-Bretanha · Vernon · Ryan McLeod · James Walsh · Mark Draper  | 59     |
| Medalha de bronze | Espanha · Lamdassem · Guerra · Ricardo Serrano · Yousseff Aakaou | 67     |
| 4                 | Portugal                                                         | 76     |
| 5                 | Itália                                                           | 84     |
| 6                 | Irlanda                                                          | 116    |
| 7                 | Dinamarca                                                        | 135    |
| 8                 | Alemanha                                                         | 160    |

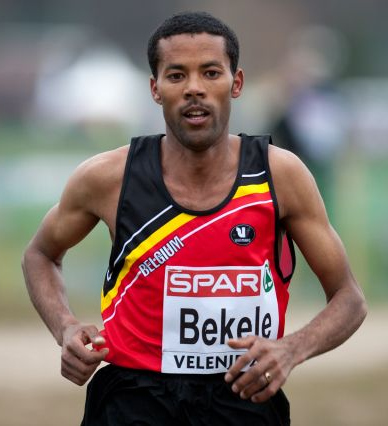
Atelaw Yeshetela se tornou o primeiro belga a vencer a competição.

- Totais: 76 inscritos, 76 entradas, 73 finalistas, 10 equipes.

### Sênior feminino 8170 m
Individual
| Posição           | Atleta             | Nacionalidade | Tempo |
| ----------------- | ------------------ | ------------- | ----- |
| Medalha de ouro   | Fionnuala Britton  | Irlanda       | 25:55 |
| Medalha de prata  | Ana Dulce Félix    | Portugal      | 26:02 |
| Medalha de bronze | Gemma Steel        | Grã-Bretanha  | 26:04 |
| 4                 | Nadia Ejjafini     | Itália        | 26:13 |
| 5                 | Adriënne Herzog    | Países Baixos | 26:34 |
| 6                 | Sophie Duarte      | França        | 26:36 |
| 7                 | Roxana Bârcă       | Roménia       | 26:39 |
| 8                 | Leonor Carneiro    | Portugal      | 26:39 |
| 9                 | Simret Restle      | Alemanha      | 26:40 |
| 10                | Valeria Straneo    | Itália        | 26:42 |
| 11                | Christine Bardelle | França        | 26:50 |
| 12                | Freya Murray       | Grã-Bretanha  | 26:51 |

Equipe
| Posição           | Equipe                                                                 | Pontos |
| ----------------- | ---------------------------------------------------------------------- | ------ |
| Medalha de ouro   | Grã-Bretanha · Steel · Murray · Julia Bleasdale · Elle Baker           | 42     |
| Medalha de prata  | Portugal · Félix · Carneiro · Anália Rosa · Ana Dias                   | 51     |
| Medalha de bronze | Alemanha · Restle · Sabrina Mockenhaupt · Verena Dreier · Susanne Hahn | 83     |
| 4                 | França                                                                 | 83     |
| 5                 | Roménia                                                                | 88     |
| 6                 | Itália                                                                 | 101    |
| 7                 | Espanha                                                                | 116    |
| 8                 | Irlanda                                                                | 133    |

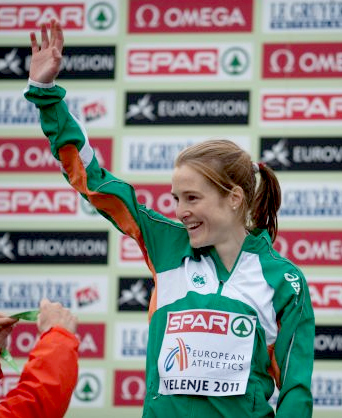
A irlandesa Fionnuala Britton ganhou o título feminino.

- Totais: 54 participantes, 54 iniciantes, 49 finalistas, 8 equipes.

### Sub-23 masculino  8170 m
Individual
| Posição           | Atleta                | Nacionalidade | Tempo |
| ----------------- | --------------------- | ------------- | ----- |
| Medalha de ouro   | Florian Carvalho      | França        | 23:44 |
| Medalha de prata  | James Wilkinson       | Grã-Bretanha  | 23:47 |
| Medalha de bronze | Sondre Nordstad Moen  | Noruega       | 23:48 |
| 4                 | Richard Ringer        | Alemanha      | 23:48 |
| 5                 | Siarhei Platonau      | Bielorrússia  | 23:51 |
| 6                 | Abdi Nageeye          | Países Baixos | 23:54 |
| 7                 | Simon Denissel        | França        | 23:56 |
| 8                 | Mitch Goose           | Grã-Bretanha  | 23:57 |
| 9                 | Sindre Buraas         | Noruega       | 24:02 |
| 10                | Cihat Ulus            | Turquia       | 24:03 |
| 11                | Patrick Nasti         | Itália        | 24:04 |
| 12                | Jesper Van Der Wielen | Países Baixos | 24:04 |

Equipe
| Posição           | Equipe                                                                 | Pontos |
| ----------------- | ---------------------------------------------------------------------- | ------ |
| Medalha de ouro   | Noruega · Moen · Buraas · Henrik Ingebrigtsen · Hans Kristian Fløystad | 58     |
| Medalha de prata  | Grã-Bretanha · Wilkinson · Goose · Derek Hawkins · Phillip Berntsen    | 76     |
| Medalha de bronze | França · Carvalho · Denissel · Mattheiu Garel · Bryan Cantero          | 94     |
| 4                 | Espanha                                                                | 97     |
| 5                 | Rússia                                                                 | 107    |
| 6                 | Bélgica                                                                | 128    |
| 7                 | Alemanha                                                               | 131    |
| 8                 | Ucrânia                                                                | 141    |

- Totais: 99 participantes, 98 iniciantes, 97 finalistas, 15 equipes.

### Sub-23 feminino  6070 m
Individual
| Posição           | Atleta                | Nacionalidade | Tempo |
| ----------------- | --------------------- | ------------- | ----- |
| Medalha de ouro   | Emma Pallant          | Grã-Bretanha  | 19:57 |
| Medalha de prata  | Naomi Taschimowitz    | Grã-Bretanha  | 20:02 |
| Medalha de bronze | Corrina Harrer        | Alemanha      | 20:03 |
| 4                 | Stephanie Twell       | Grã-Bretanha  | 20:03 |
| 5                 | Anna Hahner           | Alemanha      | 20:05 |
| 6                 | Viktoriya Pohoryelska | Ucrânia       | 20:08 |
| 7                 | Hannah Walker         | Grã-Bretanha  | 20:12 |
| 8                 | Clémence Calvin       | França        | 20:16 |
| 9                 | Carla Salomé Rocha    | Portugal      | 20:20 |
| 10                | Jennifer Wenth        | Áustria       | 20:26 |
| 11                | Laura Suur            | Estónia       | 20:28 |
| 12                | Lisa Hahner           | Alemanha      | 20:31 |

Equipe
| Posição           | Equipe                                                                    | Pontos |
| ----------------- | ------------------------------------------------------------------------- | ------ |
| Medalha de ouro   | Grã-Bretanha · Pallant · Taschimowitz · Twell · Walker                    | 14     |
| Medalha de prata  | Alemanha · Harrer · A. Hanher · L. Hahner · Jana Soethout                 | 41     |
| Medalha de bronze | Portugal · Rocha · Catarina Ribeiro · Daniela Cunha · Sónia Catarina Lima | 77     |
| 4                 | França                                                                    | 99     |
| 5                 | Turquia                                                                   | 101    |
| 6                 | Espanha                                                                   | 102    |

- Totais: 43 participantes, 43 iniciantes, 42 finalistas, 6 equipes.

### Júnior masculino 6070 m
Individual
| Posição           | Atleta                | Nacionalidade | Tempo |
| ----------------- | --------------------- | ------------- | ----- |
| Medalha de ouro   | Ilgizar Safiullin     | Rússia        | 17:49 |
| Medalha de prata  | Richard Goodman       | Grã-Bretanha  | 17:51 |
| Medalha de bronze | Vladimir Nikitin      | Rússia        | 17:51 |
| 4                 | Roman Collenot-Spiret | França        | 17:53 |
| 5                 | Pieter-Jan Hannes     | Bélgica       | 17:58 |
| 6                 | Rui Pinto             | Portugal      | 18:01 |
| 7                 | Andrey Rusakov        | Rússia        | 18:07 |
| 8                 | Jonathan Hay          | Grã-Bretanha  | 18:09 |
| 9                 | Kieren Clements       | Grã-Bretanha  | 18:10 |
| 10                | Yehor Zhukov          | Ucrânia       | 18:10 |
| 11                | Niall Fleming         | Grã-Bretanha  | 18:18 |
| 12                | Daniel Arce           | Espanha       | 18:20 |

Equipe
| Posição           | Equipe                                                                      | Pontos |
| ----------------- | --------------------------------------------------------------------------- | ------ |
| Medalha de ouro   | Grã-Bretanha · Goodman · Hay · Clements · Fleming                           | 30     |
| Medalha de prata  | Rússia · Safiulin · Nikitin · Rusakov · Mikhail Strelkov                    | 60     |
| Medalha de bronze | França · Collenot-Spiret · Djilali Bedrani · Julien Detre · Francois Barrer | 103    |
| 4                 | Ucrânia                                                                     | 109    |
| 5                 | Bélgica                                                                     | 118    |
| 6                 | Dinamarca                                                                   | 120    |
| 7                 | Alemanha                                                                    | 127    |
| 8                 | Espanha                                                                     | 134    |

- Totais: 114 participantes, 112 iniciantes, 109 finalistas, 19 equipes.

### Júnior feminino 3970 m
Individual
| Posição           | Atleta                | Nacionalidade | Tempo |
| ----------------- | --------------------- | ------------- | ----- |
| Medalha de ouro   | Emelia Gorecka        | Grã-Bretanha  | 13:13 |
| Medalha de prata  | Ioana Doaga           | Roménia       | 13:14 |
| Medalha de bronze | Amela Terzić          | Sérvia        | 13:22 |
| 4                 | Gulshat Fazlitdinova  | Rússia        | 13:24 |
| 5                 | Zenobie Vangansbeke   | Bélgica       | 13:32 |
| 6                 | Annabel Gummow        | Grã-Bretanha  | 13:34 |
| 7                 | Svetlana Ryazantseva  | Rússia        | 13:37 |
| 8                 | Esma Aydemir          | Turquia       | 13:41 |
| 9                 | Gesa-Felicitas Krause | Alemanha      | 13:42 |
| 10                | Maya Rehberg          | Alemanha      | 13:47 |
| 11                | Elena Burkard         | Alemanha      | 13:50 |
| 12                | Mariya Hodakyvska     | Ucrânia       | 13:51 |

Equipe
| Posição           | Equipe                                                                    | Pontos |
| ----------------- | ------------------------------------------------------------------------- | ------ |
| Medalha de ouro   | Grã-Bretanha · Gorecka · Gummow · Gemma Kersey · Katie Holt               | 40     |
| Medalha de prata  | Rússia · Fazlitdinova · Ryazantseva · Alexandra Gulyaeva · Vera Vasilyeva | 43     |
| Medalha de bronze | Alemanha · Krause · Rehberg · Burkard · Jannika John                      | 50     |
| 4                 | Roménia                                                                   | 75     |
| 5                 | Países Baixos                                                             | 117    |
| 6                 | Bélgica                                                                   | 122    |
| 7                 | Espanha                                                                   | 126    |
| 8                 | Turquia                                                                   | 132    |

- Totais: 93 participantes, 93 jogadores, 92 finalistas, 16 equipes

## Quadro de medalhas
| Ordem | País         | Medalha de ouro | Medalha de prata | Medalha de bronze | Total |
| ----- | ------------ | --------------- | ---------------- | ----------------- | ----- |
| 1     | Grã-Bretanha | 6               | 5                | 1                 | 12    |
| 2     | França       | 2               | 0                | 2                 | 4     |
| 3     | Rússia       | 1               | 2                | 1                 | 4     |
| 4     | Noruega      | 1               | 0                | 1                 | 2     |
| 5     | Bélgica      | 1               | 0                | 0                 | 1     |
| 5     | Irlanda      | 1               | 0                | 0                 | 1     |
| 7     | Portugal     | 0               | 2                | 2                 | 4     |
| 8     | Alemanha     | 0               | 1                | 3                 | 4     |
| 9     | Espanha      | 0               | 1                | 1                 | 2     |
| 10    | Roménia      | 0               | 1                | 0                 | 1     |
| 11    | Sérvia       | 0               | 0                | 1                 | 1     |
| Total | Total        | 12              | 12               | 12                | 36    |